# Rheum globulosum
Rheum globulosum Gage – gatunek rośliny z rodziny rdestowatych (Polygonaceae Juss.). Występuje naturalnie w Chinach – w Tybecie. 

## Morfologia
PokrójBylina dorastająca do 2,5 m wysokości.
LiścieIch blaszka liściowa jest lekko skórzasta i ma nerkowato okrągły kształt. Mierzy 2–3 cm długości oraz 3–4 cm szerokości, jest całobrzega, o sercowatej nasadzie i tępym wierzchołku. Ogonek liściowy jest nagi.
KwiatyZebrane w wiechy, rozwijają się na szczytach pędów. Listki okwiatu mają podłużny lub odwrotnie jajowaty kształt i mierzą 3–4 mm długości.
OwoceMają jajowaty kształt.

## Biologia i ekologia
Rośnie na terenach skalistych. Występuje na wysokości od 4500 do 5000 m n.p.m. Kwitnie od czerwca do lipca.